# Saint-Père (Yonne)
Saint-Père – miejscowość i gmina we Francji, w regionie Burgundia-Franche-Comté, w departamencie Yonne. W 2013 roku jej populacja wynosiła 340 mieszkańców. Przez gminę przepływa rzeka Cure. Nazwa miejscowości pochodzi od imienia św. Piotra. 